# Helena Gaspars-Wieloch
Helena Maria Gaspars-Wieloch – polska ekonomistka, dr hab. nauk ekonomicznych, profesor uczelni Instytutu Informatyki i Ekonomii Ilościowej Uniwersytetu Ekonomicznego w Poznaniu.

## Życiorys
W 2003 ukończyła studia zarządzania i marketingu w Akademii Ekonomicznej w Poznaniu, 6 lutego 2009 obroniła pracę doktorską Metody optymalizacji czasowo-kosztowej przedsięwzięcia, 27 czerwca 2019 habilitowała się na podstawie pracy zatytułowanej Podejmowanie decyzji w warunkach niepewności − planowanie scenariuszowe, reguły decyzyjne i wybrane zastosowania ekonomiczne. Została zatrudniona na stanowisku adiunkta w Katedrze Badań Operacyjnych na Wydziale Informatyki i Gospodarki Elektronicznej Uniwersytetu Ekonomicznego w Poznaniu.
Jest profesorem uczelni w Instytucie Informatyki i Ekonomii Ilościowej Uniwersytetu Ekonomicznego w Poznaniu.